# Coliseo Rafael A. Mangual
El Coliseo Rafael A. Mangual es un pabellón deportivo en Mayagüez, Puerto Rico. Fue inaugurado en 1974 y fue diseñado por Henry Klumb. El Coliseo es manejado por el Departamento de  Kinesiología de la Universidad de Puerto Rico en Mayagüez . Muchos eventos deportivos se celebran allí, como los del baloncesto, o el voleibol entre otros. Muchas de las actividades académicas, culturales y de negocios se llevan a cabo en el estadio, incluyendo las ceremonias de graduación de la Universidad que se realizan generalmente en junio, o los conciertos de la Orquesta Sinfónica de Puerto Rico y las Ferias de Empleo universitarias. Los eventos de boxeo para los Juegos Centroamericanos y del Caribe de 2010 se llevarán a cabo allí.